# 國際大刀會
國際大刀會，又稱國際刀會、亞洲國際刀會，是香港的一個流行語。該詞改自在粵語中相同發音的香港品牌「亞洲國際都會」，用於諷刺從港區國安法實施後，政府宣傳香港已經進入『由亂到治，由治及興』的階段，但實際上，香港黑幫仇殺、持刀傷人以及兇殺案件卻急劇增多情況的現象。按十八區計被斬人數，三甲乃元朗區、油尖旺區、北區，更甚在一至三天內都發生超過一宗斬人案件，導致更多人關注香港的治安狀況。

## 背景
香港一直都是黑社會的活躍地之一，主要的黑幫包括新義安、14K、和勝和、和安樂、和合圖等。不同黑幫霸佔不同的地盤，因存在利益衝突，所以經常同時既保持合作及鬥爭狀態，不時更會大打出手，互相火拼斬殺。由於黑幫仇殺事件頻繁，2020年代後香港黑幫械鬥火拼更是表現得事無忌憚，亦有黑幫成員公然聚眾持械在街頭遊走，甚至曾發生黑幫復仇廝殺傷及無辜平民，因而被民眾及媒體戲稱為「國際大刀會」。
在反對逃犯條例修訂草案運動期間，有大量示威者在示威抗議活動中使用武力抗議，有鄉事及黑社會背景的親共派人士也製造了元朗襲擊事件等暴力襲擊事件。中國共產黨和香港特區政府指責這些示威者都是受外國勢力資助，借此推翻政權，因而進一步推動港區國安法在香港的實施，並表示能還香港繁榮穩定。然而，雖然示威行動有所減少，但不時有零星集會。及後隨著2019 冠狀病毒疫情的發展，政府以疫情政策為由打壓示威者，同時在香港有大量人失去工作，加之嚴苛的抗疫政策，許多跨國公司退出香港市場，市民需要為防疫政策支付大量財產。受到政治、社會等問題影響下，可能是引發凶案及倫常惨案的原因。
由於凶案頻生，與香港政府所描述「香港是一個國際大都會」、「國安法可還香港穩定繁榮」有所出入，最後被網民揶揄為「國際大刀會」。

## 其他背景及統計資料
根據香港警方的罪案統計數字，在2018年，香港的犯罪數目為54225宗，而在2019年的反修例期間，則為59225宗。到了2020年，香港的罪案數字升至63232宗。去到2022年，香港的罪案數字更升至70048宗。單在2023年首季，已錄得超過20000宗罪案，比2022年首季增長超過40%，其主要原因來自詐騙案暴升（詐騙罪比去年同期增長65%）。至於黑社會罪行方面，在2019年僅1353宗，但在2022年，已升至2554宗。
導致香港罪惡上升原因可能性有很多，除了因警方打擊暴力示威，只是讓治安事件不再曝光，但實際上無助改善治安，以及因防疫措施引起的經濟及失業問題外，也可能跟近年在國外，特別是在緬甸及柬埔寨出現以人口販賣形式運作，針對華語人士的電訊及網絡詐騙園區，如KK園區、柬埔寨西港的詐騙園區等，也可能導致本地的詐騙罪惡暴升，從而導致本地犯罪率急升，並誘發本港出現其他罪行。在罪惡數字不斷上升下，終被網民諷為國際大刀會。

## 類近術語

### 刀市閒情
刀市閒情是一個流行語，借用前無綫電視婦女節目《都市閒情》，來談論香港黑社會互相仇殺越趨普遍及常見的情況。

### 動感之刀
動感之刀是一個流行語，諷刺香港街頭經常出現用刀仇殺的情況。

## 相關斬人事件（自2020年起）
- 2020年黃大仙竹園南邨華園樓命案
- 2020年將軍澳港鐵站解款員命案
- 2020年旺角砵蘭街命案
- 2020年屯門麒麟圍斬人燒車案
- 2020年粉嶺銘賢路和合石村三省行石廠斬人命案
- 2021年屯門海珠路遊樂場命案
- 2021年尖沙咀樂道斬人案
- 2021年馬鞍山恆安邨瘋漢斬殺鄰居案
- 2021年海麗商場麵包店斬人案
- 2021年九龍灣宏開道斬人案
- 2021年西環東邊街的士司機命案
- 2021年深水埗黃竹街斬人案
- 2021年慈雲山慈正邨正和樓命案
- 2022年大埔田寮下村屋殺兄案
- 2022年牛池灣彩虹邨紅萼樓命案
- 2022年旺角砵蘭街釣魚機賭檔謀殺案
- 2022年佐敦道華豐大廈命案
- 2022年打鼓嶺斬人案
- 2022年九龍城鬧市斬人案
- 2022年元朗食肆發生斬人案
- 2022年上水新康街斬人案
- 2022年屯門良景邨斬人案
- 2022年筲箕灣內地男被斬案
- 2022年油麻地新填地街斬人案
- 2023年元朗康樂路食店噪音命案
- 2023年大角咀男中醫師斬人案
- 2023年元朗酒吧斬人案
- 2023年長沙灣副食品市場斬人案
- 2023年元朗黑幫斬人案
- 2023年牛池灣行人隧道斬人案
- 2023年鑽石山荷里活廣場斬人案
- 2023年西環麥當勞斬人案
- 2023年旺角劏房斬人案
- 2023年梅窩大地塘村鄉公所斬人案
- 2023年屯門田景站血案
- 2023年慈正邨噪音問題斬人案
- 2023年秀茂坪邨傷人案
- 2023年深水埗桂林街南亞漢追斬案
- 2023年尖沙咀藥房斬人案
- 2023年葵興光輝里斬人案
- 2023年荃灣老圍斬人案
- 2023年大埔廣福邨追斬案
- 2023年佐敦寶靈街斬人案
- 2023年水邊圍邨的士站斬人案
- 2024年灣仔湘菜館斬人案
- 2024年佐敦白加士街斬人案
- 2024年黃大仙竹園南邨斬人案
- 2024年大角咀橡樹街行人隧道斬人案
- 2024年深水埗酒吧斬人案
- 2024年屯門、元朗及天水圍連續斬人案
- 2024年筲箕灣南安街斬人案
- 2024年油麻地文英街斬人案
- 2024年屯門食肆斬人案
- 2024年油麻地茂林街斬人案
- 2024年屯門中學傷人案
- 2024年水泉澳廣場斬人案
- 2024年尖沙咀亞士厘道斬人案
- 2024年彩虹港鐵站斬人案
- 2024年日出康城倫常案
- 2024年打鼓嶺單車倉斬人案

（未能盡錄）

## 相關大型事件（自2020年起）
- 2021年大角咀洋松街君豪工商大廈黑幫拳擊命案
- 2022年女網紅瑜伽導師命案
- 2022年金鐘太古廣場襲擊案
- 2023年蔡天鳳碎屍案
- 2023年元朗錦壆路電鋸殺人案
- 2023年深水埗桂林街倫常命案
- 2023年粉嶺圍第2巷23號(DD 51, FL 23) 毒品派對命案
- 2024年北區醫院門口棄屍命案

（未能盡錄）